# ديفون مكتافيش
ديفون مكتافيش (بالإنجليزية: Devon McTavish)‏ هو لاعب كرة قدم أمريكي في مركز الوسط، ولد في 8 أغسطس 1984 في وينشستر في الولايات المتحدة. لعب مع دي.سي. يونايتد.

## وصلات خارجية
- ديفون مكتافيش على موقع الدوري الأمريكي (الإنجليزية)
- ديفون مكتافيش على موقع قاعدة بيانات كرة القدم.إي يو (الإنجليزية)
- ديفون مكتافيش على موقع Soccerway.com (الإنجليزية)
- ديفون مكتافيش على موقع عالم كرة القدم.نت (الإنجليزية)